# Yusei Kudo
Yusei Kudo (工藤 祐生 Kudō Yūsei?, nacido el 5 de abril de 1986 en Sagamihara, Kanagawa) es un futbolista japonés que se desempeña como defensa.

## Trayectoria

### Clubes
| Club          | País  | Año    |
| ------------- | ----- | ------ |
| Tochigi SC    | Japón | 2009   |
| SC Sagamihara | Japón | 2010 - |

## Estadística de carrera

### J. League
| Club          | Año   | J. League | J. League | Copa J. League | Copa J. League | Total | Total |
| Club          | Año   | Part.     | Goles     | Part.          | Goles          | Part. | Goles |
| ------------- | ----- | --------- | --------- | -------------- | -------------- | ----- | ----- |
| Tochigi SC    | 2009  | 1         | 0         | -              | -              | 1     | 0     |
| SC Sagamihara | 2014  | 19        | 2         | -              | -              | 19    | 2     |
| SC Sagamihara | 2015  | 17        | 1         | -              | -              | 17    | 1     |
| SC Sagamihara | 2016  | 28        | 0         | -              | -              | 28    | 0     |
| SC Sagamihara | 2017  | 30        | 1         | -              | -              | 30    | 1     |
| Total         | Total | 95        | 4         | 0              | 0              | 95    | 4     |